# MMC-tv
MMC TV (Mesopotamia Music Channel) är en kurdisk tv-kanal som sänder huvudsakligen kurdiska, persiska, turkiska, armeniska, arabiska och arameiska musikklipp.